# Crisis política en Georgia de 2024-presente
La crisis política en Georgia de 2024-presente hace referencia a una crisis institucional, consitucional, política y social que afecta a Georgia desde el 28 de octubre de 2024, día en que se anunció los resultados de las elecciones parlamentarias que dieron como ganador al partido gobernante, Sueño Georgiano, que logró una mayoría en el parlamento, los resultados no fueron reconocidos por las principales coaliciones de oposición y por la presidente Salomé Zurabichvili, señalaron que la elección estuvo impregnada de irregularidades, desembocando en una disputa por la legitimidad de los comicios y las principales instituciones del país. La crisis se agudizó con la autoconvocatoria del parlamento que debió haber sido convocada antes por la presidente según la constitución, la elección de Míjeil Kavelashvili como nuevo jefe de Estado que sustituyó a Zurabichvili y la toma de posesión de este último el 29 de diciembre de 2024 por la sesión autoconvocada del Parlamento en disputa.
Como consecuencia, desde octubre de 2024, el país ha vivido una intensa jornada de protestas ciudadanas para exigir la celebración de unas nuevas elecciones parlamentarias, las protestas se han extendido en todo el país y se han prolongado hasta la actualidad.

## Contexto político en Georgia
En 2024, el ex primer ministro y multimillonario, Bidzina Ivanishvili, era ampliamente visto como el gobernante de facto de Georgia, y la mayoría de los funcionarios e instituciones del gobierno georgianos seguían sus órdenes, con la excepción de la presidente Salomé Zurabichvili, que mantuvo sus posiciones independientes.  A fines de diciembre de 2024, el politólogo Stephen F. Jones declaró que Ivanishvili se había convertido en "el gobernante irresponsable y sin control" de Georgia.

## Antecedentes

### Elecciones parlamentarias de octubre de 2024
El 26 de octubre de 2024 se celebraron elecciones parlamentarias en Georgia para elegir a los 150 miembros del parlamento nacional, unas elecciones que estaban disputadas entre un oficialismo que busca fortalecer los lazos con Rusia y una coalición opositora con intenciones de acercarse a la Unión Europea y a los Estados Unidos. En estas elecciones, Sueño Georgiano, buscaba un cuarto mandato.

Gráfico de los resultados oficiales de las elecciones parlamentarias.

El 27 de octubre, con el 99% del escrutinio, los resultados de la Comisión Electoral Central (CEC) daban como ganador a Sueño Georgiano, que había obtenido 90 de los 150 escaños del parlamento con el 53,92% de los votos, en segundo lugar quedaban los partidos de oposición con la combinación total del 37,77% de los votos.
Los observadores internacionales afirmaron que "aunque la campaña electoral fue generalmente libre, las informaciones de presión sobre votantes, sobre todo funcionarios, fue constante durante la campaña". Durante la jornada electoral, constataron que la confidencialidad del voto se vio potencialmente comprometida en 24% de las mesas observadas. Además, a los observadores tuvieron "no se les proporcionó acceso a los procesos de auditoría y tuvieron un acceso limitado a documentación relacionada, lo que limitó la transparencia del proceso".
Uno de los incidentes más destacados fue cuando se tuvo que cerrar un colegio electoral en Marneuli después de que salieran a la luz imágenes de relleno de papeletas de votación, durante las cuales un observador electoral fue atacado mientras intentaba filmar el incidente. La CEC declaró que se había abierto una investigación penal y que todos los resultados que se originaran en la comisaría serían declarados inválidos. La jornada no estuvo exenta de violencia política: dos personas fueron hospitalizadas después de que los partidarios de Sueño Georgiano atacaran las oficinas del MNU. Los observadores electorales también observaron casos de intimidación de votantes y relleno de papeletas en todo el país.
Dos de las encuestas a pie de urna de medios afiliados a la oposición les dieron la victoria, mientras que la encuesta de GORBI calculaba una victoria de Sueño Georgiano. Con la publicación de los resultados por la Comisión Electoral Central, que dieron la victoria a Sueño Georgiano, tanto los partidos de la oposición como la presidenta Salomé Zurabishvili rechazaron los resultados. Los partidos opositores se pusieron a recopilar pruebas y evidencias de fraude electoral y la plataforma de observación My Vote busca la anulación de alrededor de 300.000. Por su parte, la organización Europe Elects (encargada de recopilar encuestas e informar de resultados electorales), informó que "a partir de los datos públicos disponibles de la CEC de Georgia, su análisis pudo reproducir de forma independiente los indicios de fraude" basados en desviaciones de la distribución normal de porcentaje de voto que siguen las formaciones políticas con gran porcentaje de voto.
La oposición se negó a reconocer los resultados oficiales, alegando un supuesto fraude y denunció que el proceso electoral estuvo lleno de irregularidades, denuncias que fueron apoyadas por la presidente, Salomé Zourabishvili, quien criticó las elecciones y rechazó los resultados oficiales.
Los observadores electorales en Georgia han afirmado haber presenciado casos de violencia, sobornos y doble voto en las urnas, lo que sugiere un posible complot para favorecer a Sueño Georgiano. La Unión Europea y varios de sus miembros como Alemania y Francia, junto a los Estados Unidos, han pedido una investigación sobre estas acusaciones, y el embajador de la UE en Georgia, Paweł Herczyński, afirmó que «los observadores internacionales no han declarado que las elecciones sean libres y justas. Tampoco han declarado lo contrario». La Comisión Europea y el Alto Representante de la Unión para Asuntos Exteriores y Política de Seguridad, Josep Borrell, pidieron a la CEC que «investigue y resuelva de manera rápida, transparente e independiente las irregularidades electorales y las denuncias correspondientes». El presidente del Consejo Europeo, Charles Michel, afirmó que las denuncias de irregularidades «deben aclararse y abordarse seriamente». Transparencia Internacional denunció varios casos de mala conducta electoral, incluida la votación no autorizada con documentos de identidad confiscados, que en parte atribuyó a la negligencia de la Comisión Electoral Central (CEC). Mientras tanto, otros países como Hungría, China y Turquía han felicitado a Sueño Georgiano por la victoria en las elecciones. El 30 de octubre, la Fiscalía de Georgia inició una investigación sobre las acusaciones de fraude electoral.

## Crisis parlamentaria

### Autoconvocatoria del parlamento
El nuevo parlamento celebró su sesión inaugural el 25 de noviembre, con solo 88 diputados del Sueño Georgiano presentes. La presidente Zurabichvili boicoteó la sesión, mientras las protestas continuaban frente al edificio del Parlamento. Los expertos constitucionales afirman que la autoinauguración del Parlamento sin que el presidente haya convocado la sesión viola la Constitución, cuestiona la legitimidad del Parlamento y lo califican de «apropiación del poder». Según la Constitución georgiana, es tarea del presidente convocar la sesión inaugural del Parlamento. Ella se negó a hacerlo porque rechazó los resultados electorales por considerarlos manipulados y cuestionó la legitimidad del parlamento.  La Presidente Zurabichvili calificó de «inconstitucional» la convocatoria del parlamento, mientras que la presidente del parlamento, Shalva Papuashvili, acusó a Zurabichvili de violar la constitución, diciendo que según la constitución el nuevo parlamento debe ser convocado a más tardar 10 días después del anuncio oficial de los resultados por parte de la Comisión Electoral Central.
Cuarenta miembros del personal de la oficina del Defensor del Pueblo de Georgia publicaron una carta abierta en la que protestaban contra la asistencia del Defensor del Pueblo a la apertura del Parlamento, que se había convocado por iniciativa propia. Abogados y activistas de derechos humanos afirmaron que el artículo 86 (5a) de las normas de procedimiento parlamentario impide a los electos iniciar sus mandatos si el Tribunal Constitucional está considerando disputas jurídicas sobre la elección. La carta de los miembros del personal afirmaba que la convocatoria del Parlamento por iniciativa propia "violaba el orden constitucional y legal, socavaba el papel del Defensor del Pueblo como órgano constitucional independiente y erosionaba la confianza en la institución". Levani Ioseliani, el Defensor del Pueblo, afirmó que "la convocatoria del Parlamento de Georgia fue totalmente legítima, de conformidad con el artículo 38 de la Constitución".

### Suspensión de 49 parlamentarios
El 5 de febrero de 2025, la Comisión de Asuntos Procesales y Reglas del Parlamento de Georgia apoyo el proyecto de suspensión de credenciales de 49 parlamentarios de tres coaliciones de la oposición que se habían negado a reconocer los resultados de las elecciones parlementarias celebradas el 26 de octubre, dejando sus asientos en el parlamentos vacantes.

## Crisis presidencial

### Elecciones presidenciales de 2024
El 14 de diciembre se celebraron las elecciones presidenciales para elegir al nuevo presidente que reemplace a Zurabichvili. Como resultado de una reforma constitucional aprobada en el parlamento en 2017, esta sería la primera elección en que el presidente no se elegiría por el voto popular, sino más bien sería elegido mediante un colegio electoral recientemente creado compuesto por 300 delegados, incluidos los 150 diputados, los 20 representantes del Consejo Supremo de la República Autónoma de Abjasia, los 21 miembros del Consejo Supremo de la República Autónoma de Adjara y 109 electores que representan a los órganos del autogobierno, asignados a los partidos en proporción al apoyo recibido en las elecciones locales. Las coaliciones opositoras rechazaron la legitimidad de las elecciones y se negaron a participar, ningún otro candidato participó en la elección para competir contra el oficialista Míjail Kavelashvili, los 69 delegados de la oposición no se presentaron y tres miembros del Consejo Supremo de Abjasia dijeron que no votarían por Kavelashvili, lo que resultó en un total de solamente 224 electores. El anunció de los resultados fue leído por el jefe de la Comisión Electoral, Giorgi Kalandarishvili, quien indicó que el candidato de Sueño Georgiano, Mijeil Kavelashvili, había ganado la elección presidencial con un total de 224 votos, convirtiéndose así, en el presidente electo de Georgia. Fueron las primeras elecciones en la historia de Georgia en tener un solo candidato en la boleta, una reducción drástica respecto a los 65 candidatos de las últimas elecciones presidenciales de 2018.
Mientras la votación se desarrollaba dentro de los espacios del parlamento, a las afueras de este, cientos de manifestantes opositores se reunieron a primeras horas de la mañana para mostrar su rechazó a los comicios. Los manifestantes consideraban un ''insulto'' que el candidato de Sueño Georgiano fuera un exfutbolista profesional sin educación superior, algunos manifestantes llevaron sus diplomas universitarios para enseñarlos frente al parlamento y otros patearon balones de fútbol. Para prevenir incidentes, la policía cerró las calles adyacentes por donde los diputados accedieron al Legislativo e instalaron camiones hidrantes. Salomé Zurabichvili, acudido a la manifestación en la avenida Rustaveli, aseguro a los medios y a los manifestantes que "no hay nada, nadie eligió a nadie, no pasó nada", volvió a afirmar que no entregaría su cargo hasta que se celebren otras elecciones.

### Toma de posesión de Kavelashvili
El 29 de diciembre, se produjo la toma de posesión de Kavelachvili como nuevo presidente de Georgia durante una ceremonia de investidura en el Parlamento de Tiflis que se celebró a puerta cerrada. Durante su discurso de investidura Kavelachvili hizo un llamamiento a la unión: «Nuestra historia demuestra claramente que, tras innumerables luchas por defender nuestra patria y nuestras tradiciones, la paz ha sido siempre uno de los principales objetivos y valores del pueblo georgiano». Mientras se realizaba la toma de posesión de Kavelachvili, cientos de manifestantes protestaron frente al parlamento para mostrar su oposición a su mandato, los opositores sonaron silbatos y mostraron tarjetas rojas en referencia a su carrera como exjugador de fútbol, por su parte, la presidente saliente, Salomé Zurabichvili abandonó el palacio presidencial y se unió a sus partidarios, donde declaró: «soy la única presidenta legítima de Georgia (...) Nada a cambiado, esté yo o no en la residencia. Esta residencia presidencial fue un símbolo mientras estuvo en ella un presidente legítimo». Las protestas contra su investidura provocaron algunos enfrentamientos con la policías que terminaron en seis manifestantes detenidos violentamente.
El 9 de enero de 2025, Zourabichvili celebró una conferencia de prensa en su nueva oficina ubicada en la calle Chovelidze, declaró que seguiría trabajando para resolver la crisis, reuniéndose con políticos georgianos y con líderes internacionales. Afirmó que asistiría a la toma de posesión de Donald Trump y celebraría reuniones de alto nivel en Washington. Describió al estado georgiano «como prácticamente al borde del colapso», con el control del estado por un solo partido y una sola persona. Afirmó que seguía siendo presidenta y que lo seguiría siendo hasta que se pudieran celebrar nuevas elecciones. El 17 de enero llegó a Washington. Al día siguiente, se reunió con el Secretario de Estado de la administración entrante de Trump, Marco Rubio, el nuevo Secretario de Defensa, Pete Hegseth, y con Donald Trump Jr. así como con representantes del Instituto Republicano Internacional.

## Despidos y dimisiones en el gobierno
El anuncio hecho por Kobjidze el 28 de noviembre de suspender las negociaciones para la adhesión a la UE fue considerada ampliamente inconstitucional y doscientos empleados del Banco Nacional de Georgia declararon que la suspensión era incompatible con el artículo 78 de la Constitución. Tras el anuncio se produjo una nueva ronda de protestas.
Los medios de la oposición describieron las renuncias de los funcionarios del gobierno a principios de diciembre como un "colapso del sistema". Según Gocha Beridze, exjefe del Departamento de Seguridad Marítima de la Guardia Costera de Batumi, 49 empleados del Ministerio del Interior de Georgia dimitieron: Irakli Shaishmelashvili, jefe de un departamento del Ministerio responsable de dispersar las protestas, y cuatro de sus adjuntos; 16 instructores de fuerzas especiales; el jefe del servicio de formación psicológica y doce de sus miembros; y los 16 operadores de cañones de agua. A finales de diciembre de 2024, después de abandonar Georgia por su seguridad y la de su familia, Shaishmelashvili dio una extensa entrevista. Afirmó que la violencia policial era sistemática y se llevaba a cabo bajo órdenes dadas por Zviad Kharazishvili, el jefe del Departamento de Tareas Especiales del Ministerio y por el fundador de Sueño Georgiano, Bidzina Ivanishvili, quienes, según Shaishmelashvili, son colegas cercanos entre sí. Shaishmelashvili afirmó que no se estaban realizando investigaciones sobre la violencia policial y que no estaba previsto realizar ninguna.
En diciembre de 2024, 49 miembros del Ministerio del Interior dimitieron en señal de protesta. Irakli Shaishmelashvili, jefe del departamento de planificación operativa del Departamento de Tareas Especiales dimitió el 3 de diciembre de 2024. Cuatro de sus adjuntos y otros cuarenta y cuatro miembros del Ministerio del Interior también dimitieron a principios de diciembre. Shaismelashvili afirmó que Kezevadze lo agredió físicamente después de anunciar su renuncia y que, como resultado de su renuncia, recibió amenazas de muerte contra él y su familia. A finales de diciembre, después de abandonar Georgia por su seguridad y la de su familia, Shaishmelashvili concedió una extensa entrevista. Afirmó que la violencia policial era sistemática y se llevaba a cabo bajo órdenes dadas por Kharazishvili y por el fundador del partido gobernante, Sueño Georgiano, Bidzina Ivanishvili, quienes, según Shaishmelashvili, son socios cercanos entre sí. Shaishmelashvili afirmó que no se estaban realizando investigaciones sobre la violencia policial y que no estaba previsto realizar ninguna. El 31 de diciembre, el asesor de la Comisión Electoral Central (CEC), Vako Maisuradze, declaró que él y otros empleados de la CEC habían sido despedidos por criticar a Sueño Georgiano en las redes sociales.
El 3 de enero de 2025, OC Media describió el patrón general de despidos como "purgas del sector público contra empleados críticos con el gobierno".

## Análisis

### Ley constitucional
Varios de los principales expertos legales y constitucionales de Georgia, entre ellos Vakhushti Menabde, Vakhtang Khmaladze y Sandro Baramidze, afirmaron que la conducta de GD violó la constitución georgiana, así como las propias reglas y procedimientos del parlamento, y que el parlamento resultante o el presidente elegido por dicho parlamento no pueden considerarse legítimos. El erudito constitucional Vakhtang Khmaladze, que es uno de los autores de la actual constitución de Georgia y es él mismo un exmiembro de GD, ha descrito la elección de Kavelashvili como "ilegítima".Además de la cuestión del fraude durante las elecciones parlamentarias y el hecho de que no se abordó ninguna de las violaciones, Khmaladze afirmó que los miembros del parlamento habían aprobado ilegalmente sus mandatos cuando no tenían autoridad real para hacerlo, porque los resultados de las elecciones todavía estaban pendientes en los tribunales.

### Acusasiones de autoritarismo
El 3 de diciembre de 2024, el politólogo Stephen F. Jones afirmó que Ivanishvili se había convertido en "el gobernante irresponsable y sin control" de Georgia, y que el gobierno de Ivanishvili estaba "al borde del colapso". Jones consideró que GD había cometido tres errores principales de juicio político. En abril de 2024, GD volvió a presentar el proyecto de ley sobre agentes extranjeros, lo que provocó protestas masivas de ciudadanos e instituciones como la Comisión de Venecia del Consejo de Europa. Jones argumentó que en octubre de 2024, GD probablemente podría "haber conseguido una pequeña mayoría parlamentaria sin falsificar masivamente las elecciones", pero falsificó las elecciones porque Ivanishvili quería una mayoría de tres cuartos para poder hacer cambios constitucionales unilateralmente. Esto condujo a una nueva ronda de protestas, "más enojadas" tanto por parte de los ciudadanos como del gobierno, según Jones. El tercer error, según Jones, fue el anuncio del 28 de noviembre por parte de Kobakhidze de suspender las negociaciones de adhesión a la UE, que consideró "el error fatal", que "enfureció a una población georgiana que durante dos siglos ha creído que es Europa", y que condujo a una tercera ronda de protestas intensificadas.
Jones explicó lo que consideraba errores estratégicos de GD en términos de que el control centralizado de Ivanishvili no toleraba las críticas, y que los críticos eran "desterrados del círculo interno". Consideraba que GD estaba perdiendo el apoyo de las élites y que sus propios errores lo estaban "acorralando", con las únicas opciones de "sobrevivir mediante una represión brutal (un escenario ya improbable) o huir".
Irakli Pavlenishvili, de la coalición Unidad - Movimiento Nacional, afirmó el 3 de enero de 2025 que Ivanishvili no sería capaz de "reunir la masa crítica necesaria para que funcione incluso un régimen autoritario porque... una gran parte de los funcionarios públicos están en contra de establecer una dictadura".

### Políticas prorrusas de Sueño Georgiano
En general, se considera que Sueño Georgiano apoya a Rusia, que invadió Georgia en la guerra ruso-georgiana de 2008. El partido niega ser prorruso y afirma que está a favor de la fusión con la Unión Europea. En una reunión de embajadores georgianos celebrada el 29 de diciembre, Kavelashvili, Shalva Papuashvili y el primer ministro designado por Sueño Georgiano, Irakli Kobakhidze, afirmaron que Georgia seguía avanzando hacia la adhesión a la UE. Antes, el 28 de noviembre, Kobakhidze anunció que el gobierno no buscaría la apertura de negociaciones de adhesión a la UE hasta finales de 2028.